# Haliclona oculata
Haliclona oculata är en svampdjursart som först beskrevs av Peter Simon Pallas 1766.  Haliclona oculata ingår i släktet Haliclona och familjen Chalinidae. Arten är reproducerande i Sverige. Inga underarter finns listade i Catalogue of Life.